# Chitato
Chitato è una municipalità dell'Angola appartenente alla provincia di Lunda Nord. Ha 107.251 abitanti (stima del 2006).
Il capoluogo è Chitato.